# Hedycarya angustifolia
Hedycarya angustifolia är en tvåhjärtbladig växtart som beskrevs av Allan Cunningham. Hedycarya angustifolia ingår i släktet Hedycarya och familjen Monimiaceae. Inga underarter finns listade i Catalogue of Life.